# Rivolgete a lui lo sguardo

Rivolgete a lui lo sgardo (K. 584) est une aria pour baryton composée par Wolfgang Amadeus Mozart en décembre 1789 à Vienne. Le texte est de Lorenzo da Ponte.

## Historique
Initialement, cet air faisait partie de l'opéra Così fan tutte K. 588. Il est devenu un air indépendant quand Mozart l'a remplacé par l'aria Non siate ritrosi (no 15 de l'acte I), dans le but de donner à la scène une plus grande concision dramatique. Cette page, une des plus brillantes de tout le répertoire mozartien, était destinée à la voix de Francesco Benucci, qui a créé le rôle de Gugliemo dans l'opéra.

## Musique
L'aria est écrite pour deux hautbois, deux bassons, 2 trompettes en ré, timbales et les cordes. L'air comprend 195 mesures et est en ré majeur. Il est écrit à , et le tempo est indiqué Allegro.
Durée : environ 5 minutes.